# Filipínská mužská basketbalová reprezentace
Filipínská mužská basketbalová reprezentace reprezentuje Filipíny v mezinárodních soutěžích v basketbalu.

## Mistrovství světa
| Rok/pořádající země                   | Účast                           |
| ------------------------------------- | ------------------------------- |
| MS 1950 Argentina                     | Ne                              |
| MS 1954 Brazílie                      | Bronzová medaile                |
| MS 1959 Chile                         | 8. místo                        |
| MS 1963 Brazílie                      | Ne                              |
| MS 1967 Uruguay                       | Ne                              |
| MS 1970 Jugoslávie                    | Ne                              |
| MS 1974 Portoriko                     | 13. místo                       |
| MS 1978 Filipíny                      | 8. místo                        |
| MS 1982 Kolumbie                      | Ne                              |
| MS 1986 Španělsko                     | Ne                              |
| MS 1990 Argentina                     | Ne                              |
| MS 1994 Kanada                        | Ne                              |
| MS 1998 Řecko                         | Ne                              |
| MS 2002 USA                           | Ne                              |
| MS 2006 Japonsko                      | Ne                              |
| MS 2010 Turecko                       | Ne                              |
| MS 2014 Španělsko                     | 21. místo                       |
| MS 2019 Čína                          | 32. místo                       |
| MS 2023 Filipíny, Japonsko, Indonésie | 24. místo                       |
| Celkem                                | Účast – 7× · – 0× · – 0× · – 1× |

## Olympijské hry
| Rok/pořádající země | Účast                           |
| ------------------- | ------------------------------- |
| Berlín 1936         | 5. místo                        |
| Londýn 1948         | 12. místo                       |
| Helsinky 1952       | 9. místo                        |
| Melbourne 1956      | 7. místo                        |
| Řím 1960            | 11. místo                       |
| Tokio 1964          | Ne                              |
| Mexiko 1968         | 13. místo                       |
| Mnichov 1972        | 13. místo                       |
| Montreal 1976       | Ne                              |
| Moskva 1980         | Ne                              |
| Los Angeles 1984    | Ne                              |
| Soul 1988           | Ne                              |
| Barcelona 1992      | Ne                              |
| Atlanta 1996        | Ne                              |
| Sydney 2000         | Ne                              |
| Atény 2004          | Ne                              |
| Peking 2008         | Ne                              |
| Londýn 2012         | Ne                              |
| Rio de Janeiro 2016 | Ne                              |
| Tokio 2020          |                                 |
| Celkem              | Účast – 7× · – 0× · – 0× · – 0× |